# Jonathan Nolan
Jonathan Nolan (Londres, 6 de juny de 1976) és un guionista, productor de televisió, director i autor britànic-estatunidenc. És el creador de la sèrie de ciència-ficció de CBS Person of Interest (2011-2016) i cocreador de la sèrie de western de ciència-ficció de HBO Westworld (2016-actualitat).
Nolan ha col·laborat en diverses pel·lícules amb el seu germà, el director Christopher Nolan, que va adaptar el relat curt de Jonathan "Memento Mori" al thriller neo-noir Memento (2000). Junts, els germans van coescriure la pel·lícula de thriller de misteri El truc final (2006), les pel·lícules de superherois El cavaller fosc (2008) i El cavaller fosc: la llegenda reneix (2012) i la pel·lícula de ciència-ficció Interstellar (2014).
Nolan va ser nominat a l'Oscar al millor guió original per Memento, i al Premi Emmy Primetime per la seva escriptura destacada per a una sèrie dramàtica i la direcció destacada per a una sèrie dramàtica per Westworld, entre altres premis.

## Primers anys de vida
Jonathan Nolan va néixer a Londres, el més petit de tres nois. El seu pare Brendan Nolan és britànic i la seva mare Christina Nolan és estatunidenca. Va créixer tant a Londres com a Chicago. Nolan va assistir a la Universitat de Georgetown, on es va especialitzar en anglès i va ser escriptor de la redacció del diari de la universitat, The Hoya.

## Carrera

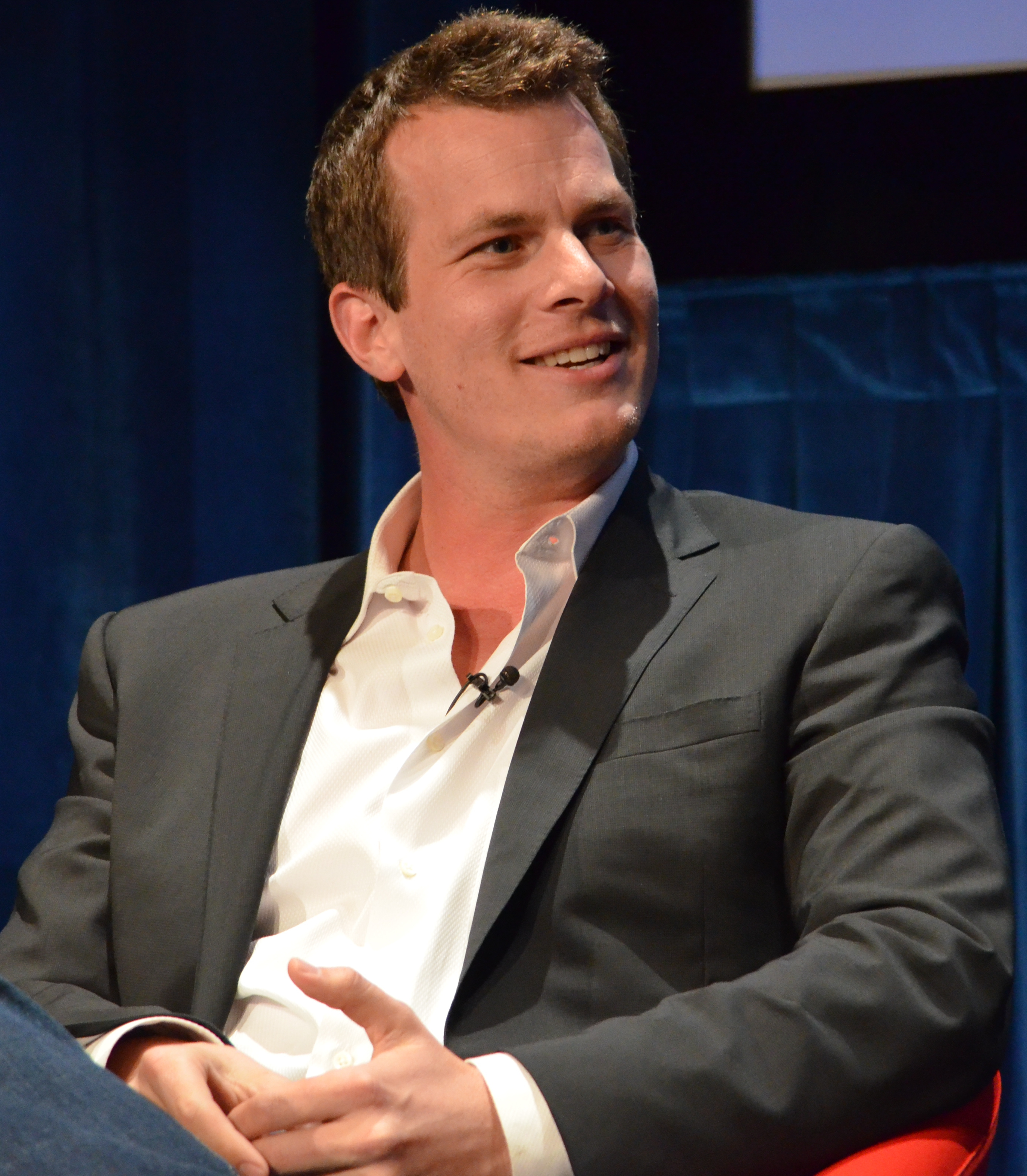
Nolan al Paley Center for Media el 2012.

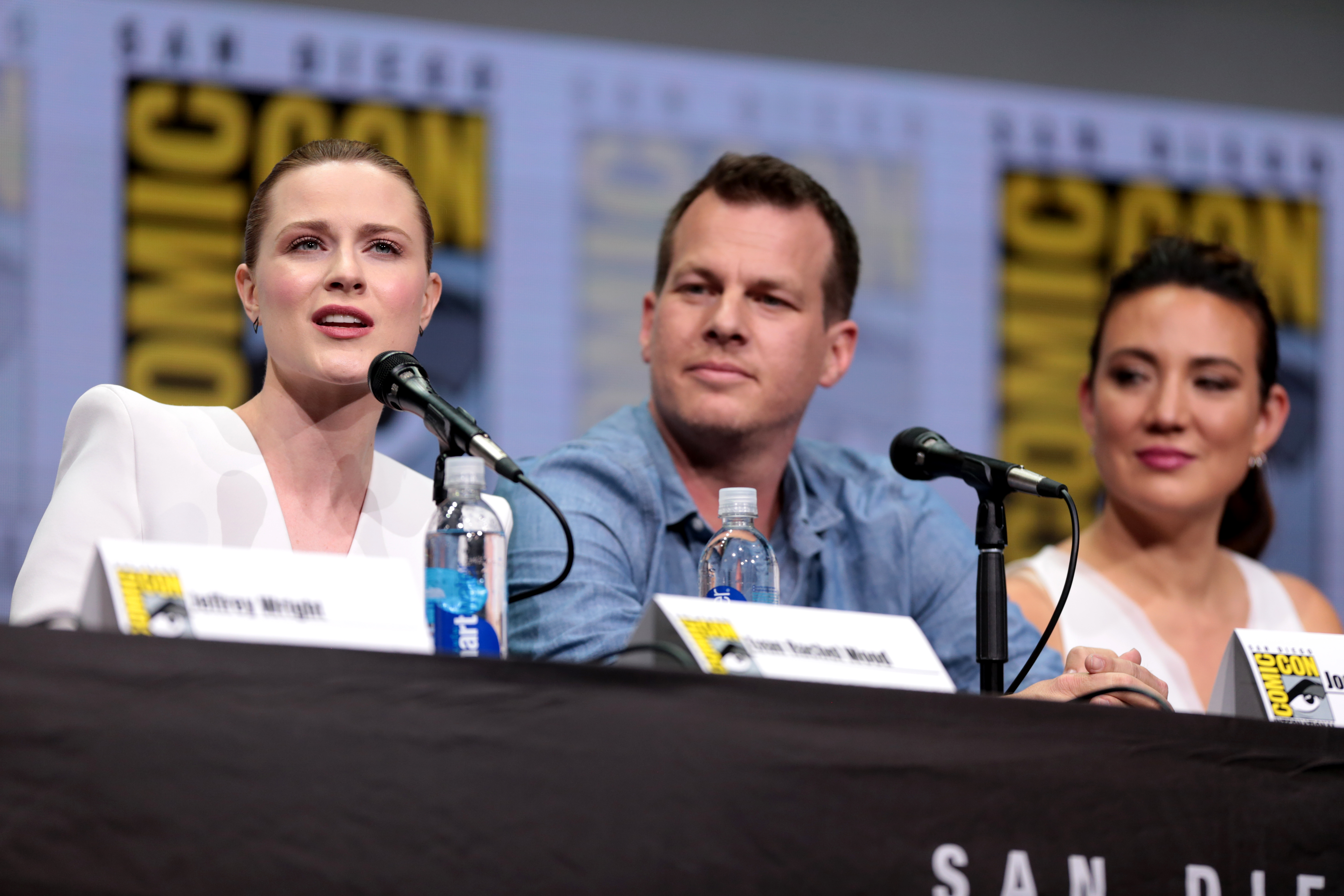
Nolan (al mig) amb Evan Rachel Wood (esquerra) i Lisa Joy (dreta) a la Comic-Con de San Diego 2017 promocionant Westworld.

El relat "Memento Mori" de Nolan va ser utilitzat pel seu germà gran, el director Christopher Nolan, com a base de la pel·lícula Memento. Tot i que Jonathan va rebre un crèdit "basat en una història per" i no un guió, els germans van compartir una nominació a l'Oscar al millor guió original, ja que la pel·lícula es va estrenar abans de publicar la història.
El 2005, Jonathan i Christopher van coescriure el guió de El truc final, que es basa en la novel·la del mateix títol de Christopher Priest. Els germans van col·laborar en el guió de la pel·lícula de 2008 El cavaller fosc. La pel·lícula es va convertir en la pel·lícula de Batman amb més èxit financer, fins que va ser superada per la seva seqüela, El cavaller fosc: la llegenda reneix.
El 10 de febrer de 2011, CBS va escollir el pilot de Nolan de Person of Interest. CBS va escollir l'espectacle oficialment el 13 de maig de 2011 per emetre's a la tardor de 2011. La sèrie va durar cinc temporades i va estar protagonitzada per Jim Caviezel, Taraji P. Henson i Michael Emerson. Nolan va ser productor executiu juntament amb JJ Abrams.
Nolan va escriure el guió d'Interstellar, un llargmetratge de ciència-ficció basat en les obres del físic teòric Kip Thorne, que va ser el productor executiu de la pel·lícula. Christopher Nolan va escriure, dirigir i produir la pel·lícula, amb la distribució de Paramount a nivell nacional, mentre que Warner Bros. la va distribuir internacionalment.
Nolan i Lisa Joy van escriure un pilot per a una adaptació de Westworld, el thriller occidental de ciència-ficció de 1973 de Michael Crichton amb el mateix nom origina. El 31 d'agost de 2013, es va anunciar que HBO havia encarregat un pilot per a un espectacle, amb Nolan, Joy, Weintraub, JJ Abrams i Bryan Burk com a productors executius, i Nolan debutava en la direcció. El pilot va ser posteriorment recollit a la sèrie, amb Nolan i Joy com a co- showrunners, i es va estrenar el 2 d'octubre de 2016. El novembre de 2016, HBO va renovar el programa per a una segona temporada de 10 episodis, que va començar l'abril de 2018. L'1 de maig de 2018, després dels dos primers episodis de la segona temporada, la sèrie es va renovar per una tercera temporada. Nolan i Lisa Joy van signar un acord de 150 milions de dòlars per crear The Peripheral per a Amazon.

## Vida personal
Nolan va trobar que tenir un accent anglès era molt impopular després de mudar-se a Chicago, així que va aprendre a "sonar com un bon noi de Chicago".
Quan contemplava les diferències artístiques entre ell i el seu germà, Nolan va remarcar: "Sempre he sospitat que té alguna cosa a veure amb el fet que és esquerrà i jo sóc dretà, perquè d'alguna manera és capaç de mirar les meves idees i donar-les la volta d’una manera que és una mica més retorçada i interessant. És fantàstic poder treballar amb ell d’aquesta manera".
Nolan està casat amb l'escriptora de Burn Notice i co-creadora i productora executiva de Westworld, Lisa Joy. Tenen una filla i un fill junts.

## Filmografia

### Cinema
| Any  | Títol                                | Crèdit                               | Notes                                                             | Ref.          |
| ---- | ------------------------------------ | ------------------------------------ | ----------------------------------------------------------------- | ------------- |
| 2000 | Memento                              | Basat en el seu relat "Memento Mori" | Nominada a l'Oscar al millor guió original amb Christopher Nolan  |               |
| 2005 | Batman Begins                        | Escriptor (sense acreditar)          |                                                                   | [ 22 ]        |
| 2006 | El truc final                        | Guió                                 | Amb Christopher Nolan, basat en la novel·la de Christopher Priest |               |
| 2008 | El cavaller fosc                     | Guió                                 | Amb Christopher Nolan i David S. Goyer                            |               |
| 2009 | Terminator Salvation                 | Escriptor (sense acreditar)          |                                                                   | [ 23 ] [ 24 ] |
| 2012 | El cavaller fosc: la llegenda reneix | Guió                                 | Amb Christopher Nolan i David S. Goyer                            |               |
| 2014 | Interestellar                        | Escrit per                           | Amb Christopher Nolan                                             | [ 25 ]        |
| 2021 | Reminiscence                         | Productor                            |                                                                   |               |

### Televisió
| Curs              | Títol              | Acreditat com a | Acreditat com a | Acreditat com a    | Notes                                                     | Ref.   |
| Curs              | Títol              | Escriptor       | Director        | Productor executiu | Notes                                                     | Ref.   |
| ----------------- | ------------------ | --------------- | --------------- | ------------------ | --------------------------------------------------------- | ------ |
| 2011–2016         | Person of Interest | Sí              | Sí              | Sí                 | Creador; escriptor (9 episodis), director (1 episodi)     | [ 26 ] |
| 2016 – actualitat | Westworld          | Sí              | Sí              | Sí                 | Co-creador; escriptor (9 episodis), director (3 episodis) | [ 27 ] |
| TBA               | The periferical    | No              | No              | Sí                 |                                                           | [ 28 ] |
| TBA               | Fallout            | Sí              | No              | Sí                 | Properament                                               | [ 29 ] |